# Strzebla bliskowschodnia
Strzebla bliskowschodnia (Pseudophoxinus zeregi) – endemiczny gatunek słodkowodnej ryby z rodziny karpiowatych (Cyprinidae). Gatunek typowy rodzaju Pseudophoxinus.

## Występowanie
Gatunek znany jedynie z kilku osobników stwierdzonych w małej rzece Quwaiq w Syrii (według niektórych źródeł występuje od Syrii po Turcję i Izrael).

## Opis
Dorasta do około 6 cm długości.
Ze względu na susze i niskie stany wód jest gatunkiem krytycznie zagrożonym  wyginięciem.